# Antonio Cantisani
Antonio Cantisani (Lauria, 2 novembre 1926 – Catanzaro, 1º luglio 2021) è stato un arcivescovo cattolico italiano.

## Biografia
Il 16 giugno 1949 fu ordinato presbitero, a Lauria, dal vescovo Federico Pezzullo.

### Ministero episcopale
Il 18 novembre 1971 papa Paolo VI lo chiamò a guidare l'arcidiocesi di Rossano-Cariati. Ricevette l'ordinazione episcopale dal vescovo di Policastro Federico Pezzullo, coconsacranti l'arcivescovo di Bari-Canosa Enrico Nicodemo e Umberto Luciano Altomare, vescovo di Teggiano.
Il 31 luglio 1980 papa Giovanni Paolo II lo trasferì all'arcidiocesi di Catanzaro e lo nominò anche vescovo di Squillace. Fu l'ultimo vescovo di Squillace, la cui diocesi fu unita a quella di Catanzaro. Fu poi nominato arcivescovo di Catanzaro-Squillace. Il 31 gennaio 2003 il papa accettò le sue dimissioni per raggiunti limiti di età e mantenne il titolo di arcivescovo emerito.
Dal 1985 al 1990 fu presidente della Commissione episcopale per le migrazioni della Conferenza episcopale italiana e fu poi confermato nell'incarico fino al 1995, quando divenne presidente della Conferenza episcopale calabra. Nel 1990 fu nominato anche consultore del Pontificio consiglio della pastorale per i migranti e gli itineranti.
Il 18 gennaio 2001 riconosce con decreto e in forma definitiva l’esistenza e l’attività del Movimento Apostolico come associazione privata di fedeli, nella diocesi di Catanzaro e ne approva lo statuto. Il Movimento è stato soppresso nel 2021 con decreto della Santa Sede dopo una visita apostolica. 
Nel luglio 2002 un suo intervento sul tema dell'immigrazione, dopo l'approvazione parlamentare della legge Bossi-Fini, suscitò reazioni sulla stampa nazionale. Chiarì in seguito il suo pensiero in un'intervista pubblicata sull'Avvenire.
È morto all'età di 94 anni ed è stato sepolto nella cripta della cattedrale di Catanzaro.
È stato autore di numerose pubblicazioni, tra le quali il saggio di approfondimento teologico in sei volumi Un tempo nel mistero della Chiesa.

## Genealogia episcopale
La genealogia episcopale è:
- Cardinale Scipione Rebiba
- Cardinale Giulio Antonio Santori
- Cardinale Girolamo Bernerio, O.P.
- Arcivescovo Galeazzo Sanvitale
- Cardinale Ludovico Ludovisi
- Cardinale Luigi Caetani
- Cardinale Ulderico Carpegna
- Cardinale Paluzzo Paluzzi Altieri degli Albertoni
- Papa Benedetto XIII
- Papa Benedetto XIV
- Cardinale Enrico Enriquez
- Arcivescovo Manuel Quintano Bonifaz
- Cardinale Buenaventura Córdoba Espinosa de la Cerda
- Cardinale Giuseppe Maria Doria Pamphilj
- Papa Pio VIII
- Papa Pio IX
- Cardinale Alessandro Franchi
- Cardinale Giovanni Simeoni
- Cardinale Antonio Agliardi
- Cardinale Basilio Pompilj
- Cardinale Adeodato Piazza, O.C.D.
- Vescovo Antonio Teutonico
- Vescovo Federico Pezzullo
- Arcivescovo Antonio Cantisani

## Opere
- Un tempo nel mistero della Chiesa (1987/1997/2003), Ed. Vivarium, 1987 - 1997 - 2003.
- Un pastore si racconta. A colloquio con un giornalista, libro intervista con Tommaso Migliaccio La Rondine Edizioni, 2005, 264 p.
- La preghiera cristiana, La Rondine Edizioni, 2006, 840 p.
- Vescovi a Catanzaro (1852-1918), La Rondine Edizioni, 2008, 445 p.
- La parola non può fermarsi, La Rondine Edizioni, 2009, 675 p.
- Cassiodoro - I Salmi dell'Hallel, a cura e tradotto da Antonio Cantisani, Jaca Book, 2011, 204 p.
- Una cronaca ritrovata: la memoria di mons. Ludovici, a cura di Antonio Cantisani e Antonio V. Boccia, Lauria, Ediz. Centro grafico lucano, 2008.
- Cardinale Lorenzo Brancati da Lauria, a cura di Antonio Cantisani e Angelo Fusto, Catanzaro, Edizioni Vivarium.